# Норборг
Но́рборг (дат. Nordborg) — город в Дании в муниципалитете Сённерборг (область Южная Дания). Расположен в северо-западной части острова Альс. Население 7248 жителей (2006).
До 1 января 2007 года Норборг входил в состав одноимённого муниципалитета, созданного в 1970 году. 1 января 2007 года в рамках муниципальной реформы муниципалитет Норборг был объединён с муниципалитетами Аугустенборг, Броагер, Грестен, Сунневед, Сюдальс и Сённерборг в единый муниципалитет Сённерборг.

## Экономика
В городе находится штаб-квартира компании Danfoss — мирового производителя компонентов для охладительных установок, конденсаторов воздуха, устройств для обогрева. Присутствие компании Danfoss привело к тому, что бывший муниципалитет Норборг стал одним из центров промышленности Дании.
Также в городе находится одна из производственных площадок Siemens Flow Instruments A/S, подразделения департамента Automation & Drives немецкого концерна Siemens AG, на которой производятся средства измерения расхода.